# 圣皮埃尔迪蒙
圣皮埃尔迪蒙（法語：Saint-Pierre-du-Mont，法語發音：[sɛ̃ pjɛʁ dy mɔ̃] ⓘ），法国西南部城市，新阿基坦大区朗德省的一个市镇，隶属于蒙德马桑区，其市镇面积为26.25平方公里，2022年1月1日时人口数量为9,996人，是该省人口数量第六多的市镇，在法国城市中排名第1,059位。
圣皮埃尔迪蒙位于朗德省东部，省会蒙德马桑西南，是蒙德马桑的一个近郊卫星城。

## 地名来源

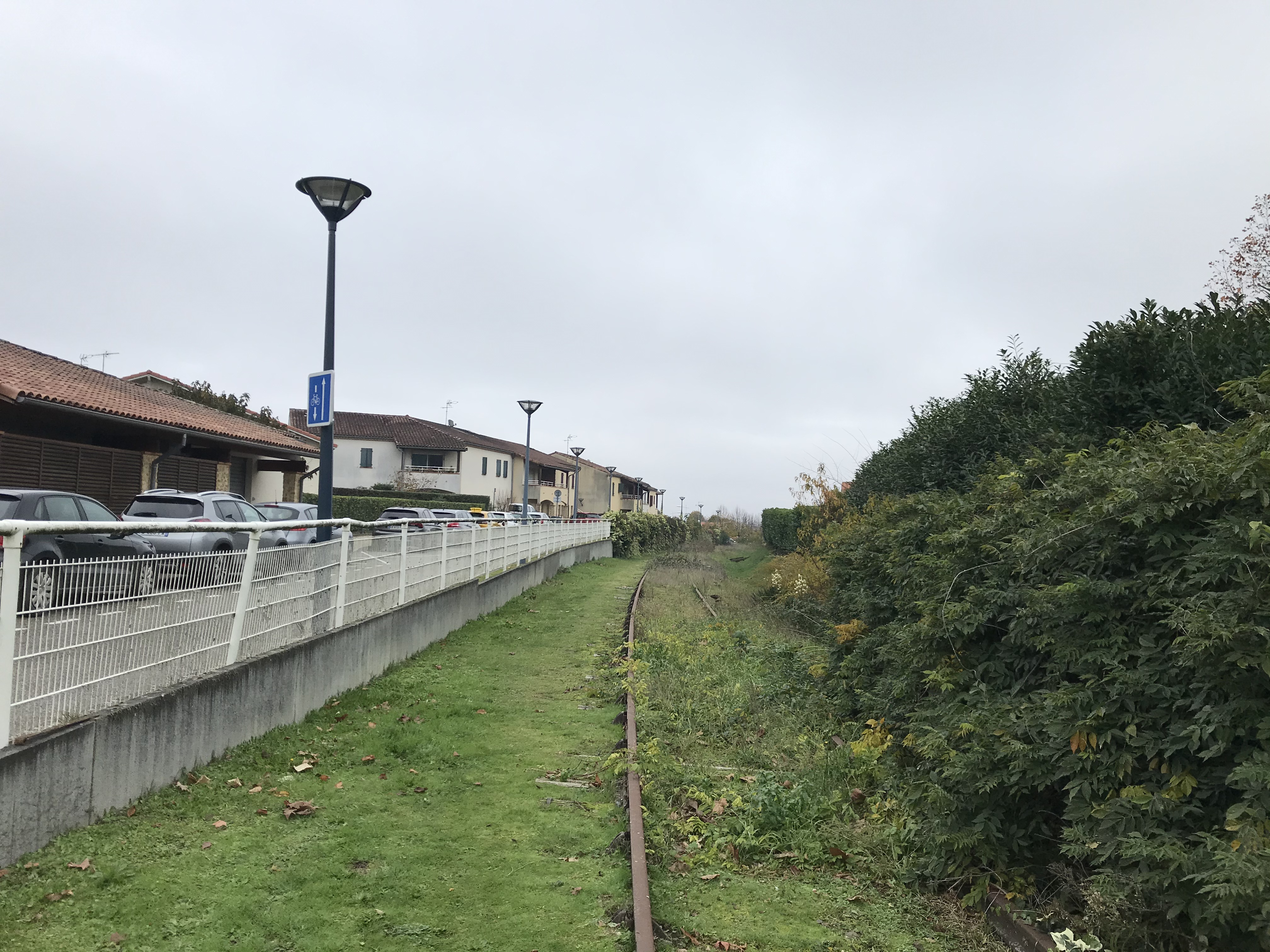
圣皮埃尔迪蒙境内的一段废弃铁路

“Saint-Pierre”一名可能出自某位天主教圣人，其具体生平尚有待考证。法国境内还有多个以此命名的市镇。
圣皮埃尔迪蒙所处区域历史上曾通行加斯科涅方言，“Saint-Pierre-du-Mont”对应的奥克语拼写为“Sent Pèr deu Mont”或“Sen Pè dou Moun”。

## 历史
根据当地官方网站的论述，圣皮埃尔迪蒙的建城历史早于蒙德马桑，当地曾出土古典时期以及中世纪早期的文物。圣比埃尔迪蒙镇中心的圣伯多禄教堂最初建于公元11世纪。1305年，圣皮埃尔迪蒙附近兴建了一处纪念抹大拉的马利亚的教堂，并由此出现了新的堂区，即蒙德马桑，此后圣皮埃尔迪蒙的宗教地位大幅下降。法国大革命后，圣皮埃尔迪蒙成为朗德省的一个市镇。工业革命期间，圣皮埃尔迪蒙境内出现了多处机械化工厂。二战后，得益于蒙德马桑的城市扩张，圣皮埃尔迪蒙人口数量逐年增加，当地的拉穆斯泰街区（La Moustey）兴建了集中式居民公寓。

## 地理

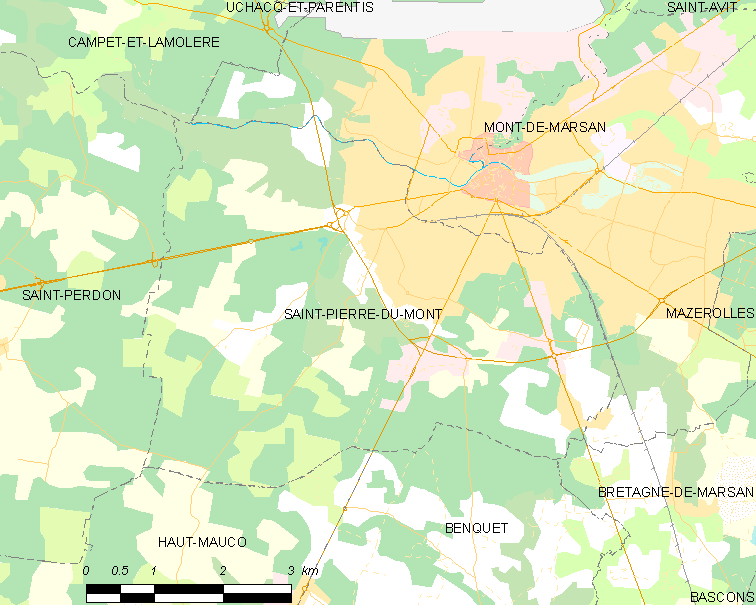
圣皮埃尔迪蒙市镇范围地图

圣皮埃尔迪蒙位于法国西南部，新阿基坦大区西南部和朗德省东部，距离省会蒙德马桑大约2公里。与圣皮埃尔迪蒙接壤的市镇包括：康佩特和拉莫莱尔、蒙德马桑、圣佩尔东、上莫科、邦凯和布列塔尼德马尔桑。

### 地形
圣皮埃尔迪蒙位于阿基坦盆地南部腹地，境内以平原为主，市镇中心地势较为平坦，西南侧部分区域略有起伏，全境海拔在25到102米之间。

### 水文
圣皮埃尔迪蒙位于阿杜尔河流域范围内，米杜兹河自东向西流经市镇北界，其左岸支流布吕溪（ruisseau de Bourrus）自南向北流经镇中心西侧，后者有一处人工水坝，其上游部分形成蓄水湖泊。

### 植被
圣皮埃尔迪蒙属于温带阔叶混交林区，林地呈块状分布于市镇范围西部和南部的多个区域。
在鲜花城市的评比中，圣皮埃尔迪蒙暂未被评级。

### 气候
圣皮埃尔迪蒙在柯本气候分类法中属于温带海洋性气候（Cfb）。

## 行政区划
圣皮埃尔迪蒙的市镇编号为40281，邮政编号为40280。
在行政管理方面，圣皮埃尔迪蒙隶属于法国新阿基坦大区朗德省蒙德马桑区；在地方选举方面，圣皮埃尔迪蒙隶属于蒙德马桑第二县，其市镇范围全境被划入朗德省第一选区；在社会管理方面，圣皮埃尔迪蒙是蒙德马桑城市圈公共社区的组成部分。
圣皮埃尔迪蒙市镇范围内的拉穆斯泰（La Moustey）街区为城市政策优先街区。
法国国家统计与经济研究所（简称）在进行数据统计时，将圣皮埃尔迪蒙及相邻的蒙德马桑设为蒙德马桑城市核心区，并将包括核心区在内的周边共47个市镇划为蒙德马桑城市区。自2020年起，蒙德马桑城市区被包含101个市镇的蒙德马桑城市辐射区代替。此外，还将圣皮埃尔迪蒙市镇分为了三个“块区”（IRIS），以便于统计人口分布情况。

## 交通

### 公路
朗德省省道D390线、D624线、D824线、D834线和D933S线在圣皮埃尔迪蒙境内交汇。新阿基坦大区下属的城际客运提供巴士线路，可前往达克斯。
2020年，84.4%的圣皮埃尔迪蒙家庭拥有至少一辆私人汽车。2021年，圣皮埃尔迪蒙境内共发生各类交通事故3起，造成1人遇难，3人受伤。
| 4 | 13 |

| 蒙德马桑 | 2.6 |

| 达克斯 | 52 |

| 奥尔泰兹 | 54 |

### 铁路

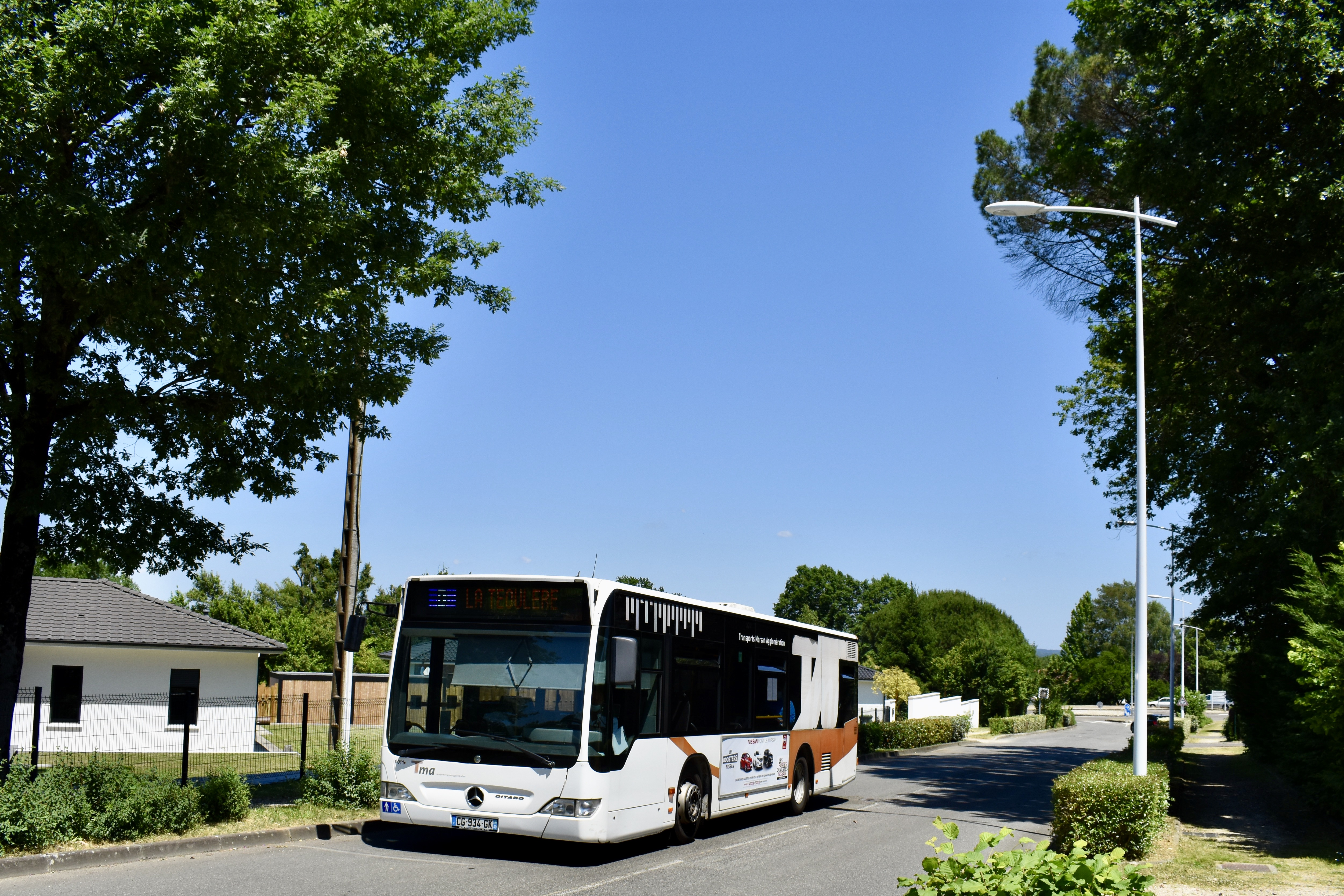
一辆经过圣皮埃尔迪蒙的蒙德马桑公共汽车

莫尔桑克斯－巴涅尔德比戈尔铁路和达克斯－蒙德马桑铁路两条铁路经过圣皮埃尔迪蒙市镇范围内。距离圣皮埃尔迪蒙最近的运营中的客运铁路车站为2.5公里外的蒙德马桑站，该站开行前往波尔多方向的区域列车。

### 航空
距离圣皮埃尔迪蒙最近的民用航空站为69公里外的波城机场。

### 城市公共交通
圣皮埃尔迪蒙是蒙德马桑城市公共交通（商业名称为）的服务覆盖范围。截至2023年9月，该系统共包括8条公交线路，其中公交B线、C线和F线经过圣皮埃尔迪蒙市区。

## 政治

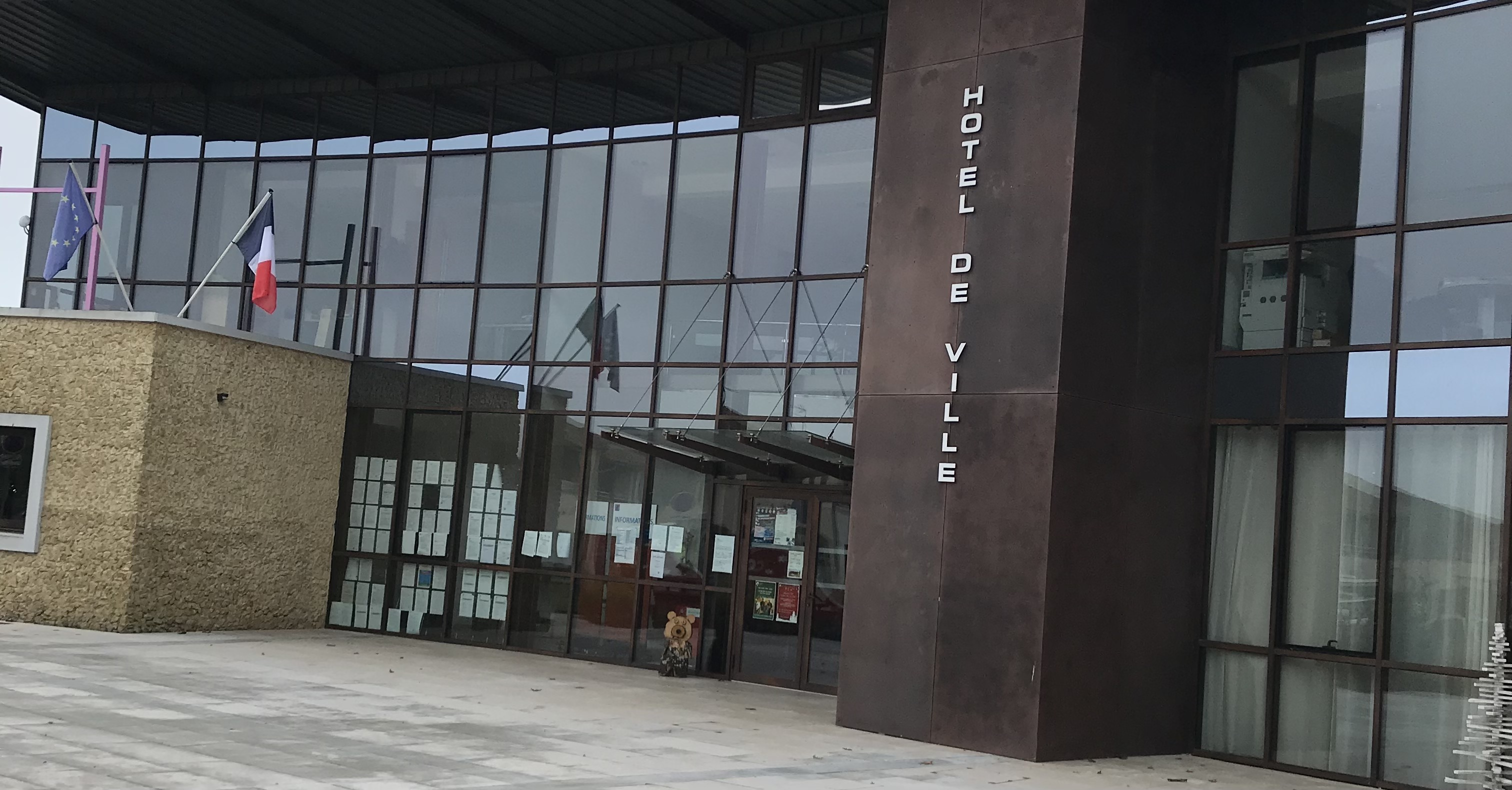
圣皮埃尔迪蒙市政厅

圣皮埃尔迪蒙的现任市长为若埃尔·博内先生（Joël BONNET），他是一名右翼无党派人士，在2020年的市政选举中获得了53.67%的支持率。
在2022年的法国总统大选中，法国第25任总统埃马纽埃尔·马克龙在圣皮埃尔迪蒙获得了60.09%的支持率。

## 人口
2020年，圣皮埃尔迪蒙市镇人口数量为9,726，在法国排名第1,059位。其中男性4,557人，女性5,169人，75岁及以上人口占7.8%，外籍人口数量为622人，人口密度为371人/平方公里，当地居民被称为（男性）或（女性）。2021年，圣皮埃尔迪蒙境内出生101人，死亡人口78人。
| 圣皮埃尔迪蒙1901年－2020年人口变化情况 |
|                                        |
| 数据来源：Cassini、INSEE               |

## 经济
圣皮埃尔迪蒙是蒙德马桑的一个近郊卫星城。截至2023年9月，圣皮埃尔迪蒙市镇范围内共有各类用人单位（包含自雇）1,297家，平均历史为13年，其中96.37%为中小型企业（PME），2023年7月至9月间，当地的经济活力指数为1.16%。（肉制品加工）、（大型零售）及（汽车销售）是当地2021年营业额最高的三个企业，分别为266,822,390欧元、108,887,798欧元和42,720,198欧元。

## 财政与居民收入
2021年，圣皮埃尔迪蒙的财政收入总额为5,749,300欧元，财政支出总额为5,672,370欧元，当年的债务总额为5,223,750欧元。2021年，圣皮埃尔迪蒙市镇通过增值税获得256,030欧元的收入，此外当地还共获得了47,900欧元的国家直接财政补助。
2019年，圣皮埃尔迪蒙的人均月收入总额为2,070欧元，其中高级职员为3,840欧元，低于法国平均水平（4,230欧元）；中级职员为2,294欧元，低于法国平均水平（2,411欧元）；普通职员为1,673欧元，亦低于法国平均水平（1,740欧元）。
2020年，圣皮埃尔迪蒙境内的贫困率为11%，青壮年（15至64岁）失业率为11.8%；2022年，当地48.4%的家庭拥有纳税资格，平均纳税2,288欧元，低于法国平均水平（4,393欧元）。

## 社会事务

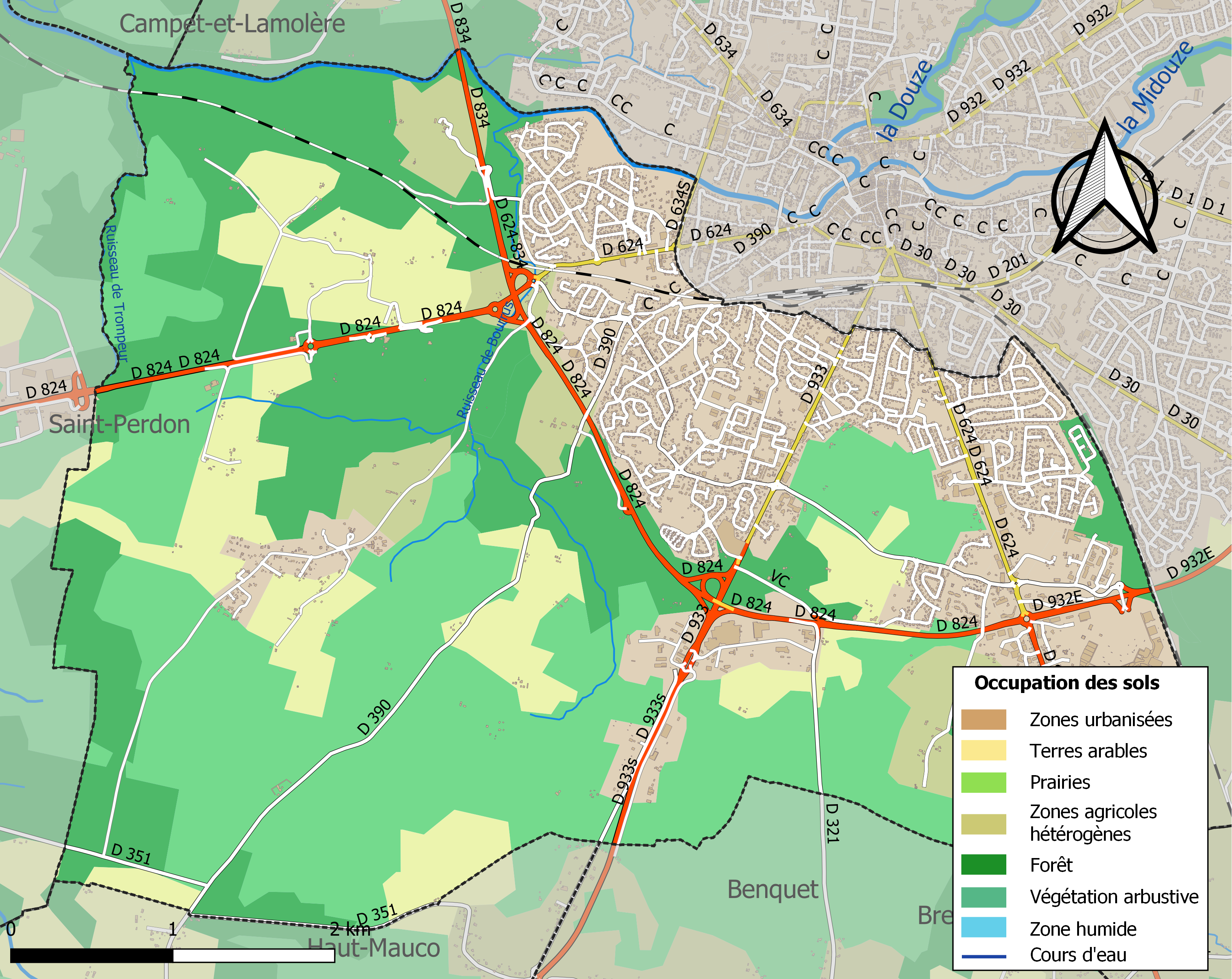
圣皮埃尔迪蒙土地利用情况地图

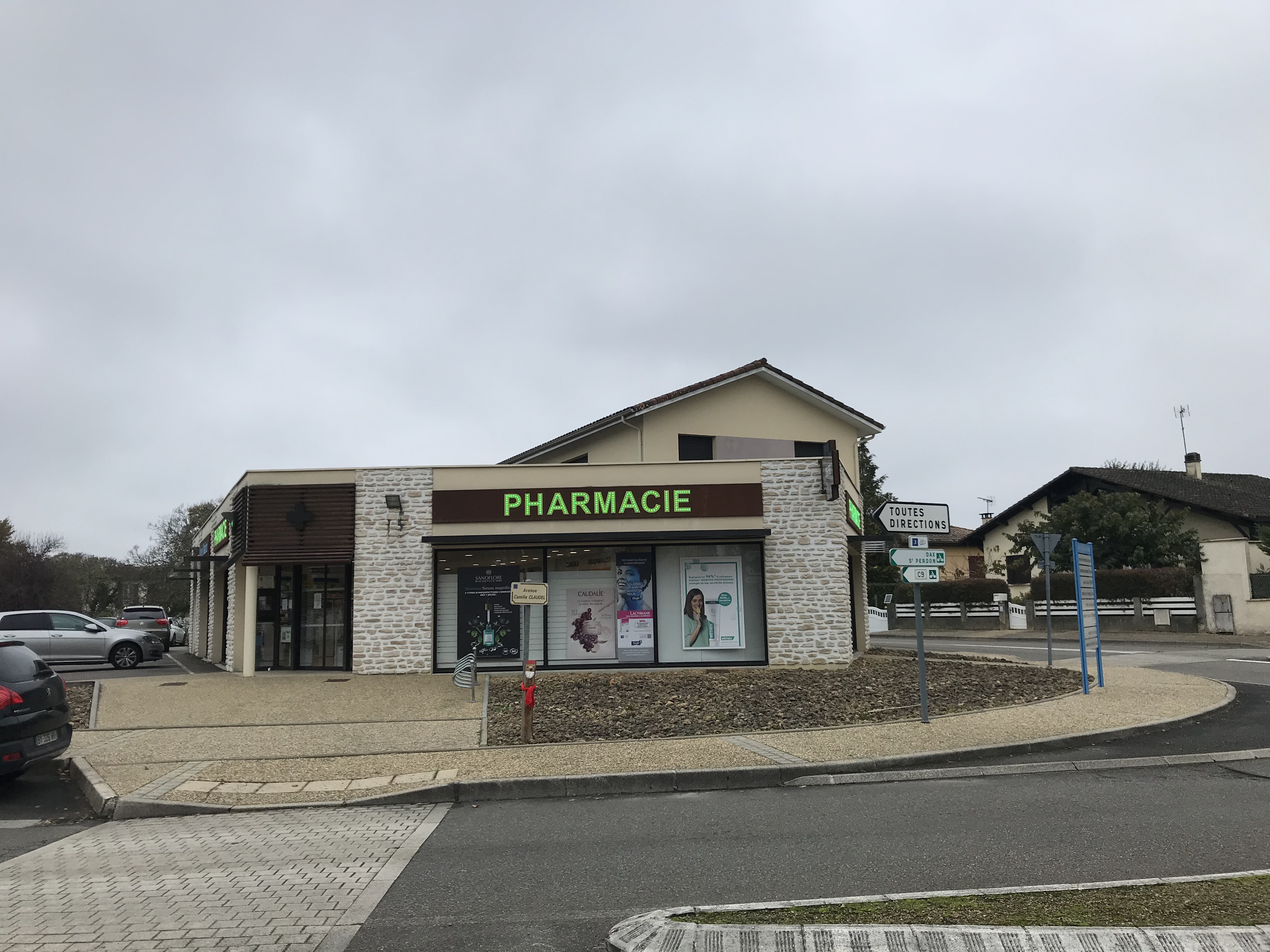
圣皮埃尔迪蒙的一处药房

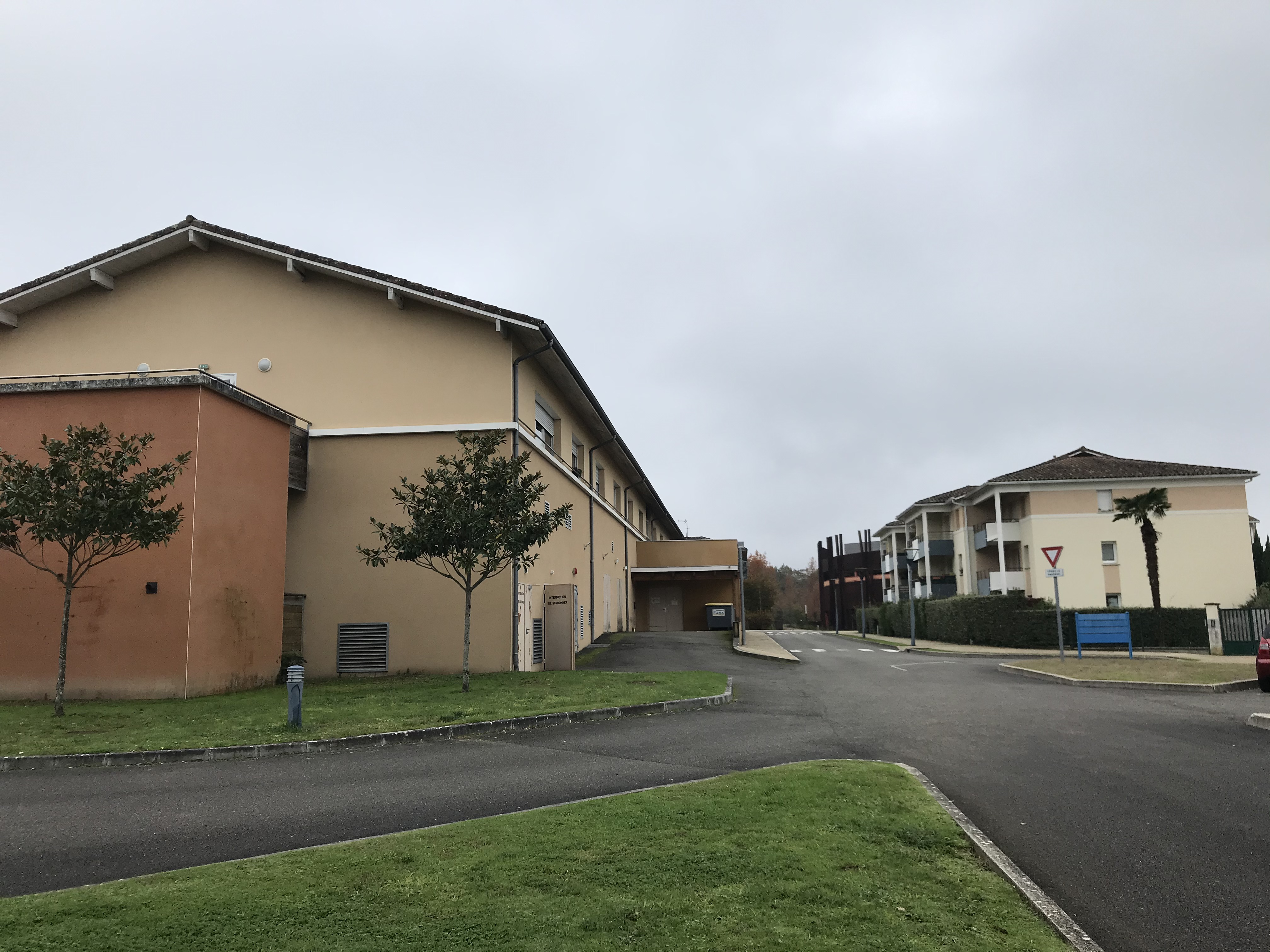
圣皮埃尔迪蒙境内的居民区

### 教育
圣皮埃尔迪蒙属于波尔多学区。截至2021年1月1日，圣皮埃尔迪蒙境内共有1所幼儿园、3所小学、1所初级中学、1所普通高中和1所职业高中。2021至2022学年度，圣皮埃尔迪蒙境内共有在校中等教育阶段学生1,329名。

### 医疗
截至2021年1月1日，圣皮埃尔迪蒙境内共有全科医生9名、保健师32名、牙医9名、护士9名、耳科医生3名、眼科医生6名、皮肤科医生1名、助产士2名、儿科医生1名和妇科医生2名。境内共有药房3家、残疾人帮扶中心2家。
距离圣皮埃尔迪蒙最近的区域性医疗机构为蒙德马桑中心医院，其全名为“蒙德马桑-源泉地区市际中心医院”（Centre hospitalier Intercommunal de Mont de Marsan et du Pays des Sources），其主病区莱内医院（Hôpital de Layné）位于蒙德马桑，距离圣皮埃尔迪蒙市区的正常车程在10分钟以内，该院设有床位383个，是当地规模最大的公立综合性医院。

### 住房
2020年，圣皮埃尔迪蒙境内共有各类住房4,979套，其中68.5%为独立式居民区，31.1%为集中式居民区。常住房屋占圣皮埃尔迪蒙市镇范围内居民建筑总量的92.0%。
在住房保障政策方面，2022年，圣皮埃尔迪蒙境内共有710户家庭获得了住房经济补助，受益人数占总人口数量的7.9%，其中687份为房租补助。

### 商业
2021年，圣皮埃尔迪蒙境内共有各类实体商铺236家，其中餐厅17家、大型超市9家、杂货店2家、面包房10家、肉铺4家、书店3家、装饰品店7家、银行门店2家、美容美发店15家、汽车维修店17家。圣皮埃尔迪蒙镇中心建有一家家乐福便民超市，市区东南部建有“Grand Moun”大型开放式商业街区，有E.Leclerc、迪卡侬、Intersport、H&M等商场。

### 体育
2021年，圣皮埃尔迪蒙境内共有1家游泳池、1间体育馆、6处网球场、1处足球或橄榄球场以及1处篮球或排球场。
截至2023年9月，圣皮埃尔迪蒙境内暂无任何注册足球俱乐部。圣皮埃尔迪蒙体育俱乐部足球队（Sporting Club Saint Pierre du Mont Football，编号531446）的注册地址位于蒙德马桑，其主队2023至2024赛季参加新阿基坦大区足球联赛丙组（法国第八级别），其主场为梅纳斯体育中心（La plaine des jeux de Ménasse）。

### 环境
圣皮埃尔迪蒙的环境事务由其所属的蒙德马桑城市圈公共社区联合各级政府协调负责。2021年，圣皮埃尔迪蒙境内共有1家污染企业。

### 治安
圣皮埃尔迪蒙及蒙德马桑两个市镇是蒙德马桑警区（zone police de Mont de Marsan）的管辖范围。2020年，该警区累计记录各类案件2,047起，其中盗窃类案件1,012起，经济类案件245起，毒品交易类案件117起。

## 文化

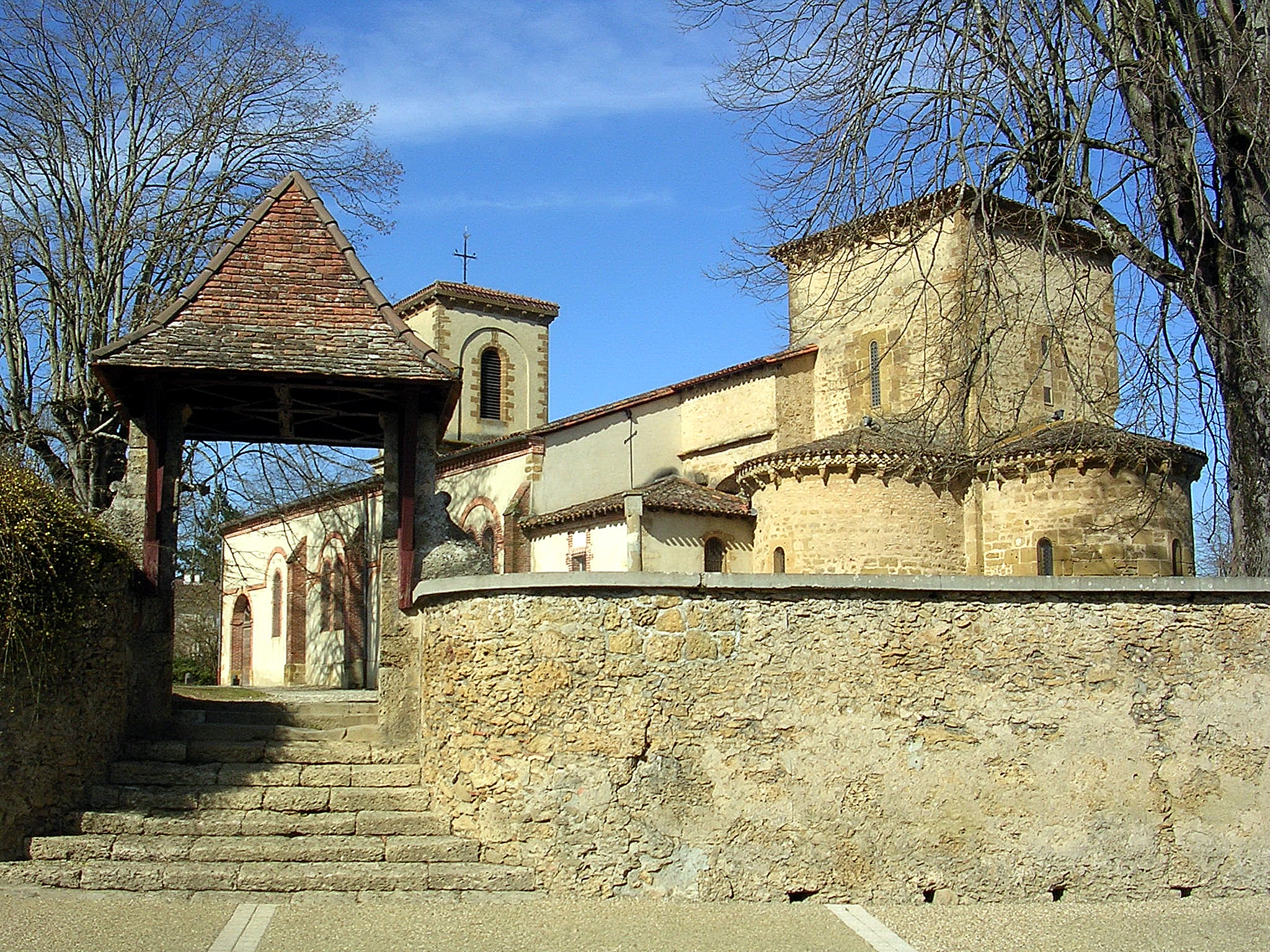
圣皮埃尔迪蒙教堂

2021年，圣皮埃尔迪蒙境内有1家电影院。

### 建筑
圣皮埃尔迪蒙境内有多处历史建筑，其中圣皮埃尔迪蒙教堂为法国国家文物保护单位，亦是当地的地标性建筑物。

### 旅游
圣皮埃尔迪蒙的旅游事务由其所属的蒙德马桑城市圈公共社区负责。2023年，圣皮埃尔迪蒙境内共有2家酒店共计116间房间。

### 媒体
法国主要的媒体均可在圣皮埃尔迪蒙接收，法国电视三台下属的新阿基坦大区频道在部分时段播出圣皮埃尔迪蒙所在朗德省的地方新闻。《西南报》、蓝色法兰西加斯科涅广播、TVPI电视台等为当地主要的地方性媒体。

## 友好城市
截至2023年9月，圣皮埃尔迪蒙暂未建立任何友好城市关系。